# Christopher Drexler

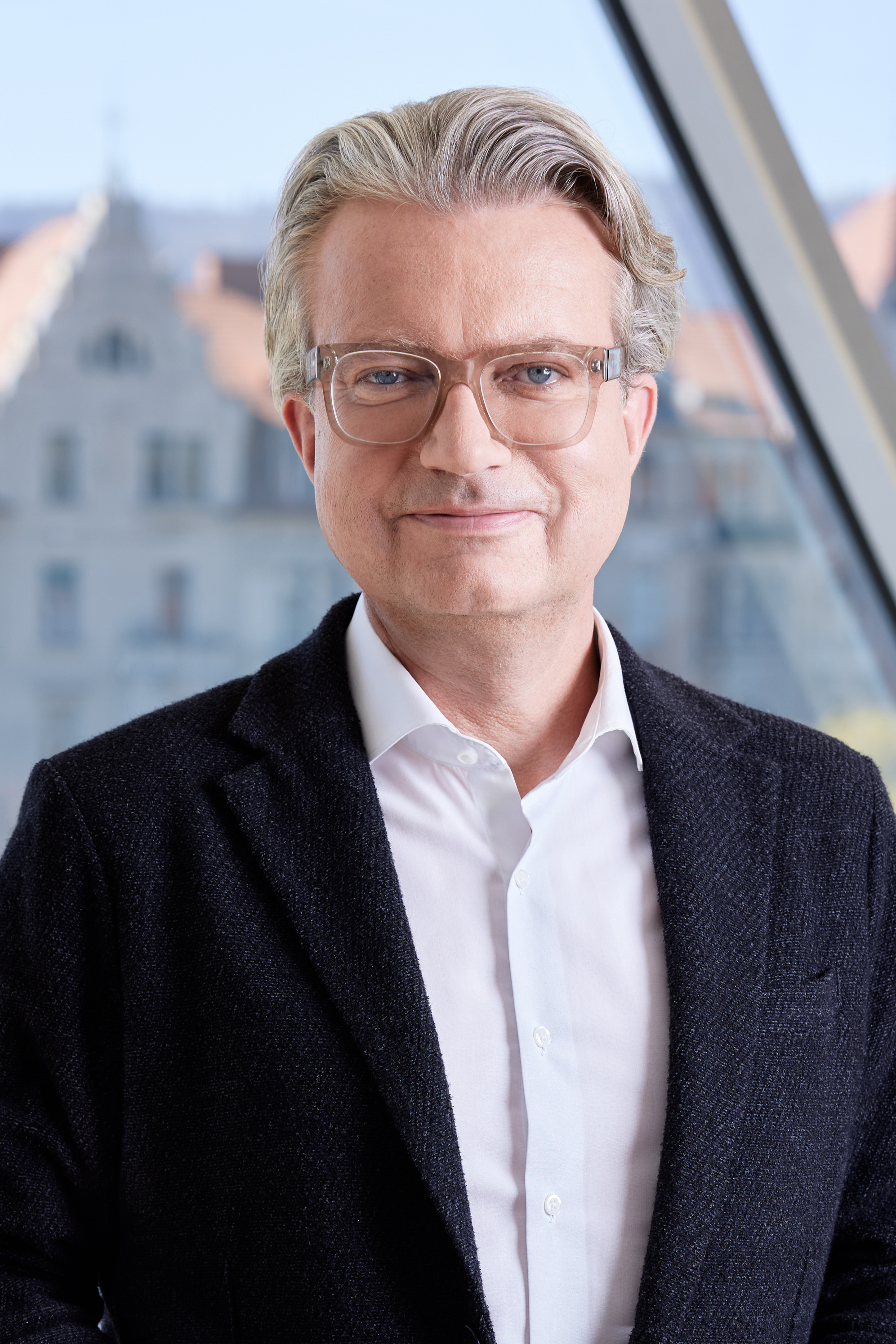
Christopher Drexler (2022)

Christopher Drexler (* 15. März 1971 in Graz) ist ein österreichischer Politiker (ÖVP) und seit Dezember 2024 Zweiter Präsident des Landtages Steiermark. Er war von Juni 2022 bis Dezember 2024 Landesparteiobmann der ÖVP Steiermark und vom 4. Juli 2022 bis zum 18. Dezember 2024 Landeshauptmann der Steiermark.
Drexler war von 2000 bis 2014 Abgeordneter zum Steiermärkischen Landtag und von 2003 bis 2014 Klubobmann der ÖVP-Landtagsfraktion. Am 11. März 2014 folgte er Kristina Edlinger-Ploder als Landesrat für die Bereiche Gesundheit, Pflege, Wissenschaft und Forschung sowie Fachhochschulen nach. Nach der Ankündigung des Rücktrittes von Christian Buchmann als Landesrat mit 25. April 2017 wurden die Ressorts neu verteilt: Drexler gab das Wissenschaftsressort an Barbara Eibinger-Miedl ab und übernahm das Kulturressort. Am 3. Juni 2022 wurde er von Landeshauptmann Hermann Schützenhöfer als sein Nachfolger vorgeschlagen und am 4. Juli 2022 vom Landtag zum Landeshauptmann gewählt.

## Ausbildung
Drexler maturierte am Bundesrealgymnasium Keplerstraße in Graz und begann danach 1989 das Studium der Rechtswissenschaften, das er 1995 als Magister abschloss.

## Politische Laufbahn
Drexler begann seine politische Arbeit bereits in der Schülervertretung, er wurde 1988 bis 1989 als Landesschulsprecher gewählt, von 1988 bis 1990 war er Landesobmann der ÖVP-nahen Union Höherer Schüler. 1991 wurde er Landesobmann der Jungen ÖVP Steiermark, er übte dieses Amt bis 1993 aus. 1992 wurde Drexler Landessekretär des ÖAAB, 1996 wurde er Geschäftsführer des Modells Steiermark. 1999 bis 2000 war Drexler Fraktionsführer der ÖAAB/ÖVP-Fraktion in der steirischen Arbeiterkammer, 2000 wurde er Mitglied des Vorstandes der Bundesarbeitskammer. Bei den Landtagswahlen 2000 wurde er als Landtagsabgeordneter für die ÖVP gewählt, 2003 wurde er Klubobmann der ÖVP-Landtagsfraktion. Ab 2014 war er als Landesrat Mitglied der steirischen Landesregierung. 
Nach der Ankündigung des Rückzugs von Landeshauptmann Schützenhöfer am 3. Juni 2022 wurde Drexler zunächst geschäftsführender Landesparteiobmann der ÖVP in der Steiermark. Bei der Wahl des neuen Landeshauptmanns wurde er am 4. Juli 2022 mit den Stimmen der ÖVP und der SPÖ sowie dreier Landtagsabgeordneter der FPÖ gewählt, gegen seine Wahl stimmten die Abgeordneten der NEOS, der Grünen und der KPÖ. Drexler erhielt insgesamt 32 von 48 Stimmen. Drexler wurde am selben Tag von Bundespräsident Alexander Van der Bellen in seinem Amt angelobt. Am 17. September 2022 wurde Drexler auf dem Landesparteitag der steirischen VP mit 98 Prozent der Stimmen zum Landesparteiobmann gewählt.
Drexler war 17 Jahre lang Landesobmann des Steirischen Arbeitnehmerinnen- und Arbeitnehmerbundes (ÖAAB), im Juni 2023 folgte ihm Günther Ruprecht in dieser Funktion nach.

## Diskurs um politische Positionierungen
Der seit seiner Schülerzeit politisch aktive Drexler gilt laut Wiener Zeitung als „redegewandter Denker“ und Intellektueller, der jedoch aufgrund kontroverser Positionierungen „nicht überall beliebt“ ist. Im Sommer 2003 forderte er die Anhebung der zulässigen Höchstgeschwindigkeit auf österreichischen Autobahnen auf 160 km/h. Mit einigen seiner Äußerungen brach er innerhalb der ÖVP Tabus. So sprach er sich bereits 2004 für die Einführung der gleichgeschlechtlichen Ehe aus. Als Mitglied der damaligen ÖVP-Perspektivengruppe plädierte er 2007 für ein Ende der Neutralität Österreichs, die er als „Staatsmärchen“ bezeichnete. Stattdessen sollte sich Österreich zur Gemeinsamen Außen- und Sicherheitspolitik der EU bekennen und auch einen Beitritt zur NATO erwägen. In diesem Zusammenhang forderte Drexler auch die Verlegung des österreichischen Nationalfeiertags am 26. Oktober, der an den Beschluss des Neutralitätsgesetzes von 1955 erinnert, auf ein anderes Datum.
Als Landeshauptmann der Steiermark forderte Drexler Ende 2023 strengere Einbürgerungsregelungen. 2022 waren in der Steiermark 1.460 Einbürgerungsanträge gestellt und 921 genehmigt worden. Antisemitismus, Frauenfeindlichkeit und Homophobie zu „importieren“ sei nicht akzeptabel.

## Privates
Im August 2021 heiratete Drexler in dritter Ehe Iris Müller-Guttenbrunn, die stellvertretende Kabinettschefin des damaligen Finanzministers Gernot Blümel.
Christopher Drexler ist Vater von vier Kindern und wohnt in Passail.